# Intempo
In Tempo em 2014
O edifício Intempo  é um arranha-céus residencial, na sua categoria um dos edifícios mais altos da Europa, situado em Benidorm, Espanha. O seu desenho arquitetónico foi realizado pelo estúdio de arquitetura alicantino Pérez-Guerras, tem 47 pisos e ainda 3 pisos subterrâneos, atingindo 189 m de altura total. Tem uma peculiar configuração geométrica que consiste em duas torres retas paralelas unidas nos seus últimos 30 metros mediante um cone de vértice inferior e base elíptica, formando o número "11". Esta peculiaridade geométrica evoca, para alguns, os atentados de 11 de março de 2004 em Madrid.
Ambas as torres, cuja separação é de 20 metros, encontram-se unidas entre si tanto nos três pisos subterrâneos como nos 9 últimos, mediante um cone de base elíptica e vértice inferior a 150 metros sobre a rasante do terreno. 
A estrutura, desenhada em betão armado pelo gabinete Florentino Regalado & Asociados, apresenta como característica fundamental a muito elevada esbelteza, a qual condiciona tanto a perceção arquitetónica do conjunto como a realidade estrutural do mesmo.
Com um custo total de 120 milhões de euros, ficou terminado em março de 2014. É o quinto mais alto arranha-céus da Espanha, e a segunda torre residencial mais alta da União Europeia.
Situa-se sobre a chamada "Playa de Poniente" e é o edifício mais alto de Benidorm, ultrapassando o Gran Hotel Bali e a Torre Lúgano.

## Galeria

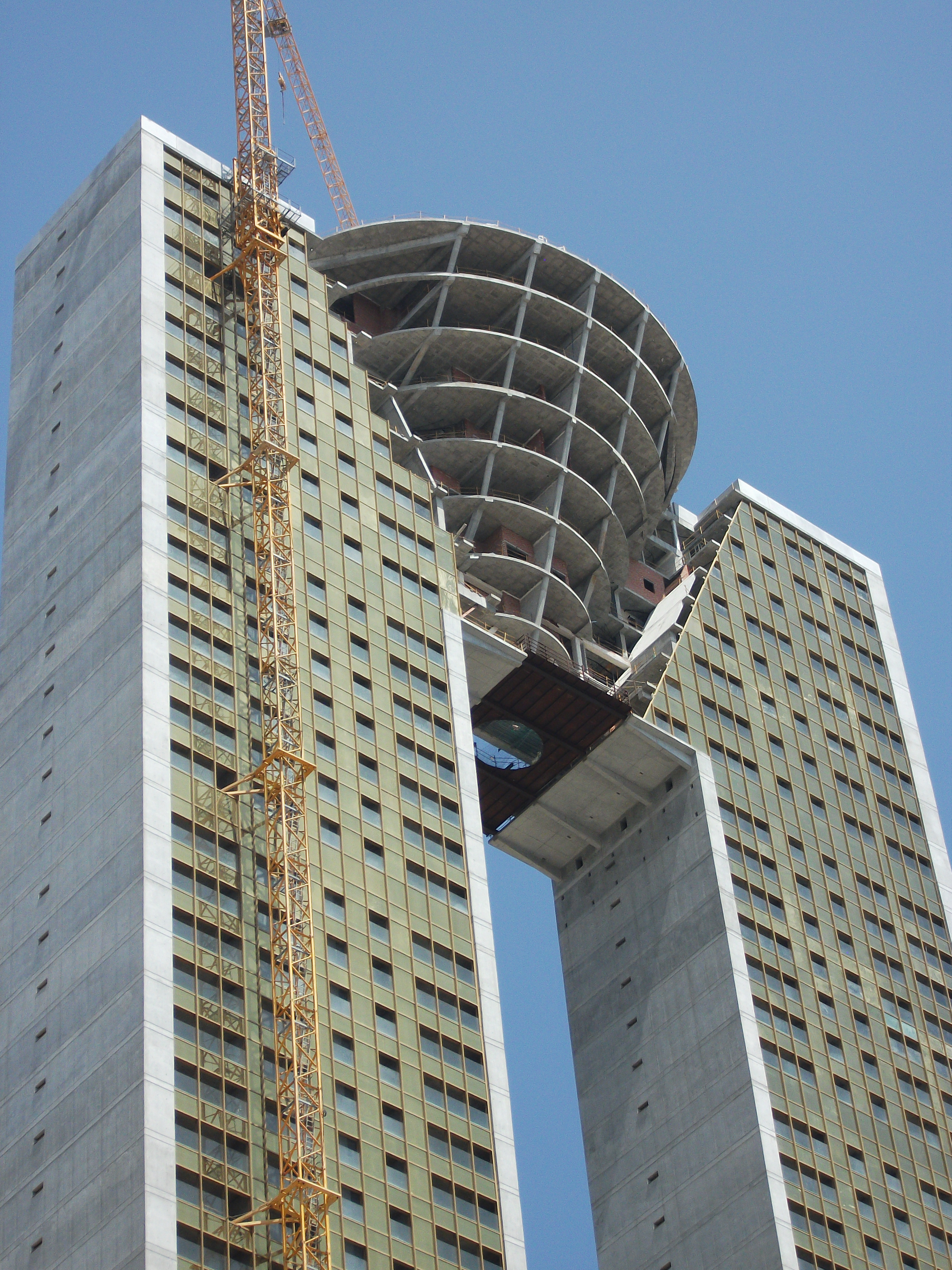
Parte superior.
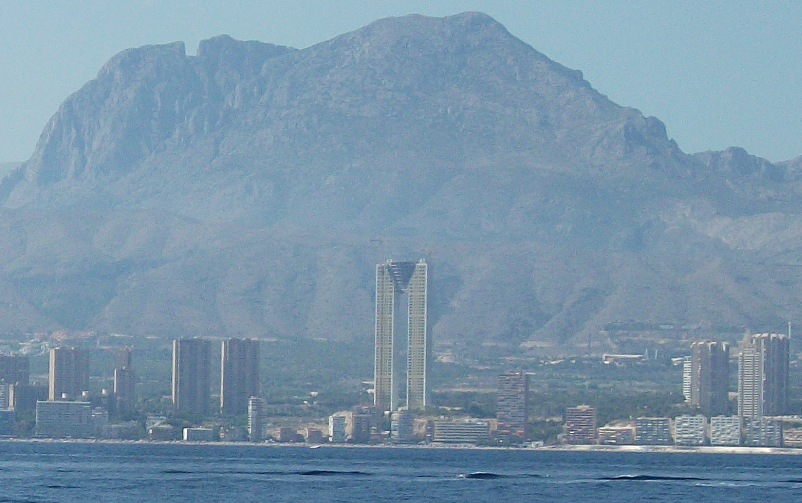
Vista do edifício do Ilhéu de Benidorm.
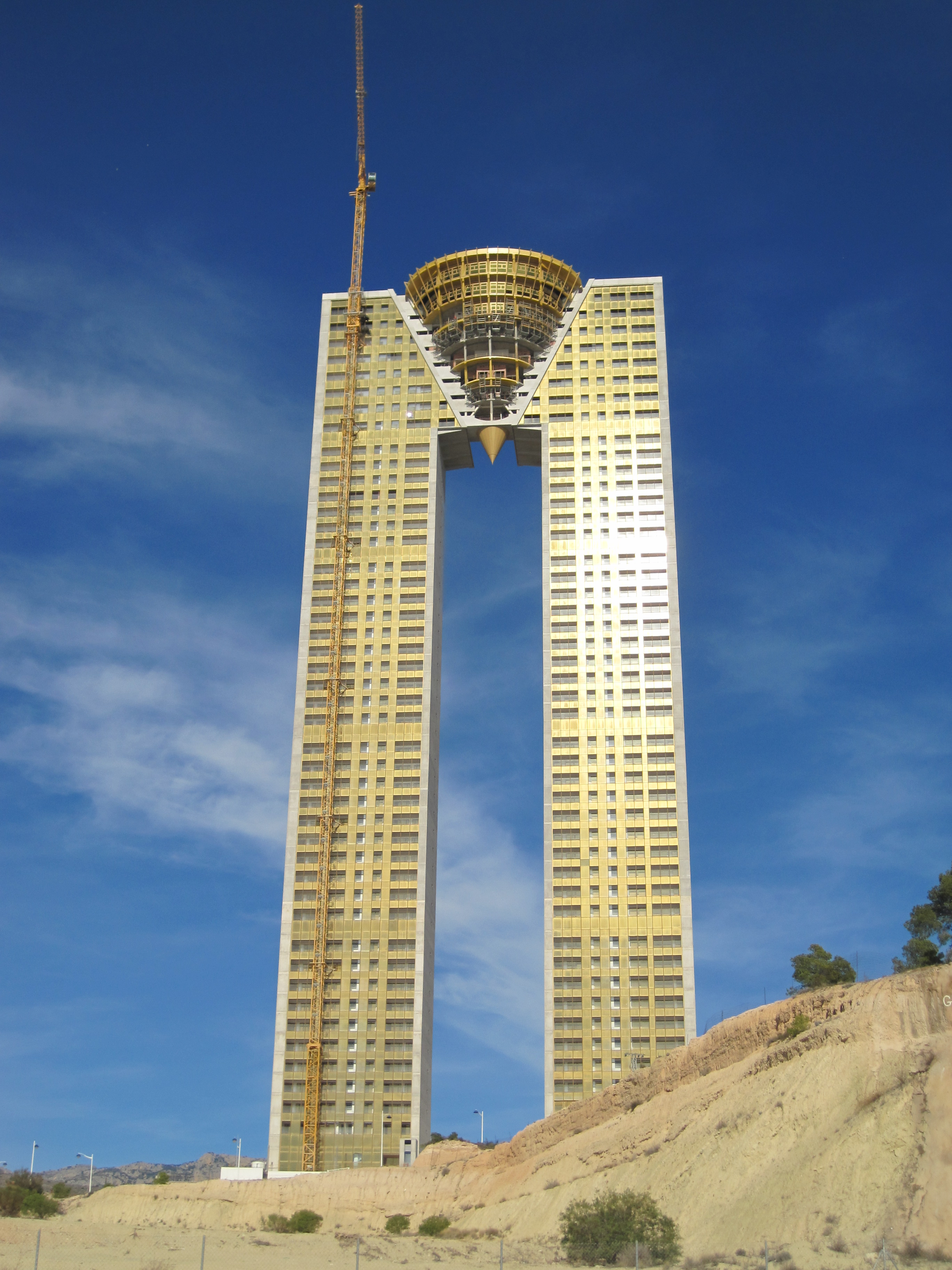
In Tempo em dezembro de 2013.